# Pietro Boetto

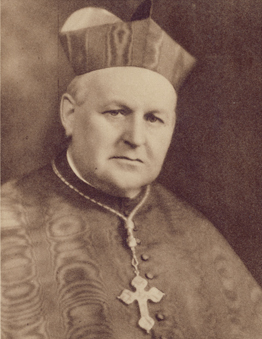
Kardinal Pietro Boetto

Kardinalswappen

Pietro Kardinal Boetto SJ (* 19. Mai 1871 in Vigone, Provinz Turin; † 31. Januar 1946 in Genua) war ein italienischer römisch-katholischer Ordensgeistlicher und Erzbischof von Genua.

## Leben
Pietro Boetto trat 1888 in den Jesuitenorden ein. Er studierte im Diözesanseminar von Giaveno sowie in verschiedenen Ausbildungseinrichtungen seines Ordens die Fächer Philosophie und Katholische Theologie. Das Sakrament der Priesterweihe empfing er am 30. Juli 1901. Nach Beendigung weiterführender Studien arbeitete er als Schulleiter und Sekretär des Ordensprovinzials von Turin. Von 1916 bis 1919 war er Provinzial des Jesuitenordens im Distrikt Turin. In den Jahren 1919 bis 1921 bereiste er als Visitator Kastilien und Aragón. Von 1921 bis 1928 war Pietro Boetto Generalprokurator des Jesuitenordens, von 1928 bis 1930 Provinzial in Rom. 1931 wurde er Konsultor der Kongregation für die Institute geweihten Lebens und für die Gesellschaften apostolischen Lebens. 
Papst Pius XI. nahm ihn am 16. Dezember 1935 als Kardinaldiakon mit der Titeldiakonie Sant’Angelo in Pescheria in das Kardinalskollegium auf. Im März 1938 ernannte er ihn zum Erzbischof von Genua und erhob ihn unter Beibehaltung seiner Titeldiakonie zum Kardinalpriester pro hac vice. Die Bischofsweihe empfing Pietro Boetto durch Kardinaldekan Gennaro Granito Pignatelli di Belmonte. Durch die Ernennung des als antifaschistisch geltenden Boetto sollte die moralische Autorität gestärkt werden. Kurz nach der Ernennung besuchte Adolf Hitler zum ersten Mal Italien, wobei er sich auch längere Zeit in Genua aufhielt. Pietro Kardinal Boetto nahm am Konklave des Jahres 1939 teil.
In der Spätphase des Zweiten Weltkriegs bewahrte er viele Juden vor der Deportation in NS-Vernichtungslager und arbeitete auch mit dem schwedischen Konsul Elow Kihlgren zusammen, der später als Gerechter unter den Völkern ausgezeichnet wurde. Ihm selbst wurde diese Auszeichnung durch die Holocaust-Gedenkstätte Yad Vashem im Juli 2017 postum zuerkannt. Im April 1945 bat er den deutschen General Günther Meinhold um Schonung der Stadt Genua vor Zerstörung und bot seine Diensträume in der Villa Migone für die Verhandlungen des Generals mit den Partisanenvertretern der CLN über die Kapitulation der deutschen Truppen an.
Er starb am 31. Januar 1946 an einem Herzinfarkt und wurde in der Kathedrale San Lorenzo in Genua bestattet.